# Vipers SC
Der Vipers Sports Club ist ein ugandischer Fußballverein aus Kampala. Sie tragen den Spitznamen Venoms oder Nyokas (Schlangen in Kisuaheli).

## Geschichte
Er wurde 1969 in der Stadt Wakiso unter dem Namen Bunamwaya SC gegründet und benutzte diesen Namen bis zum 21. August 2012, als er seinen heutigen Namen erhielt. Nach dem Aufstieg aus der Super Division erreichte der Verein 2005 zum ersten Mal in seiner Geschichte die höchste Spielklasse. Nach nur fünf Spielzeiten in der ugandischen Premier League gelang dem Verein der erste große Erfolg: In der Saison 2010 gewann er den ersten Meistertitel. Der erste Meistertitel markierte den Beginn einer Ära, in der die Vipers SC zu den erfolgreichsten Klubs des Landes aufstiegen und in den folgenden Jahren weitere nationale Titel gewinnen konnten.

## Stadion
Seine Heimspiele trägt der Klub im St Mary’s Stadium von Kampala aus. Das Stadion hat ein Fassungsvermögen von 25.000 Personen.

## Erfolge
- Ugandischer Meister (5): 2010, 2015, 2018, 2020, 2022, 2023, 2025
- Ugandischer Pokalsieger (2): 2016, 2021, 2023
- Ugandischer Supercup (1): 2015

## Statistik in den CAF-Wettbewerben
| Wettbewerb                    | Runde          | Gegner                | Hinspiel | Rückspiel |  |
| ----------------------------- | -------------- | --------------------- | -------- | --------- |  |
|                               |                |                       |          |           |  |
| CAF Champions League 2016     | Vorrunde       | FC Enyimba            | 1:0 (H)  | 0:2 (A)   |  |
| CAF Confederation Cup 2017    | Vorrunde       | Volcan Club de Moroni | 0:0 (H)  | 1:1 (A)   |  |
|                               | 1. Runde       | Platinum Stars        | 1:0 (H)  | 1:3 (A)   |  |
| CAF Champions League 2018/19  | Vorrunde       | al-Merreikh Omdurman  | 1:2 (A)  | 1:0 (H)   |  |
|                               | 1. Runde       | CS Constantine        | 0:1 (A)  | 0:2 (H)   |  |
| CAF Confederation Cup 2018/19 | Play-off-Runde | CS Sfax               | 0:0 (H)  | 0:3 (A)   |  |
| CAF Champions League 2020/21  | Vorrunde       | al-Hilal Khartum      | 0:1 (H)  | 0:1 (A)   |  |